# Centre commercial Maillot
Le Centre commercial Maillot appelé Carrefour Sens Maillot est un lieu inscrit monument historique le 10 juin 2011. Il est situé à proximité de la ZUP de Sens  et proche du collège des Champs-Plaisants. Conçu par Claude Parent, il a été ouvert en 1970. Il utilise le déconstructivisme, éliminant l'orthogonalité et l'organisation spatiale à partir de plans inclinés parcourables.